# Olbięcin
Olbięcin – wieś w Polsce położona w województwie lubelskim, w powiecie kraśnickim, w gminie Trzydnik Duży. Leży nad rzeką Tuczyn.
Wieś szlachecka położona była w drugiej połowie XVI wieku w powiecie urzędowskim województwa lubelskiego.
Za Królestwa Polskiego istniała gmina Olbięcin. W latach 1954–1972 wieś należała i była siedzibą władz gromady Olbięcin. W latach 1975–1998 miejscowość administracyjnie należała do województwa tarnobrzeskiego.
Założona przez braci Olbięckich.
We wsi mieści się zespół parkowo-pałacowy, obejmujący pałac murowany z końca XIX w., rozbudowany i przekształcony po II wojnie światowej, oficynę murowaną, tzw. Arkę, z ok. 1787 r., część budynków gospodarczych i mieszkalnych dla pracowników rolnych i park krajobrazowy wokół pałacu. W obiektach mieści się Ośrodek Szkolno-Wychowawczy.
Wieś stanowi sołectwo gminy Trzydnik Duży. Według Narodowego Spisu Powszechnego (III 2011 r.) wieś liczyła 734 mieszkańców.

## Galeria

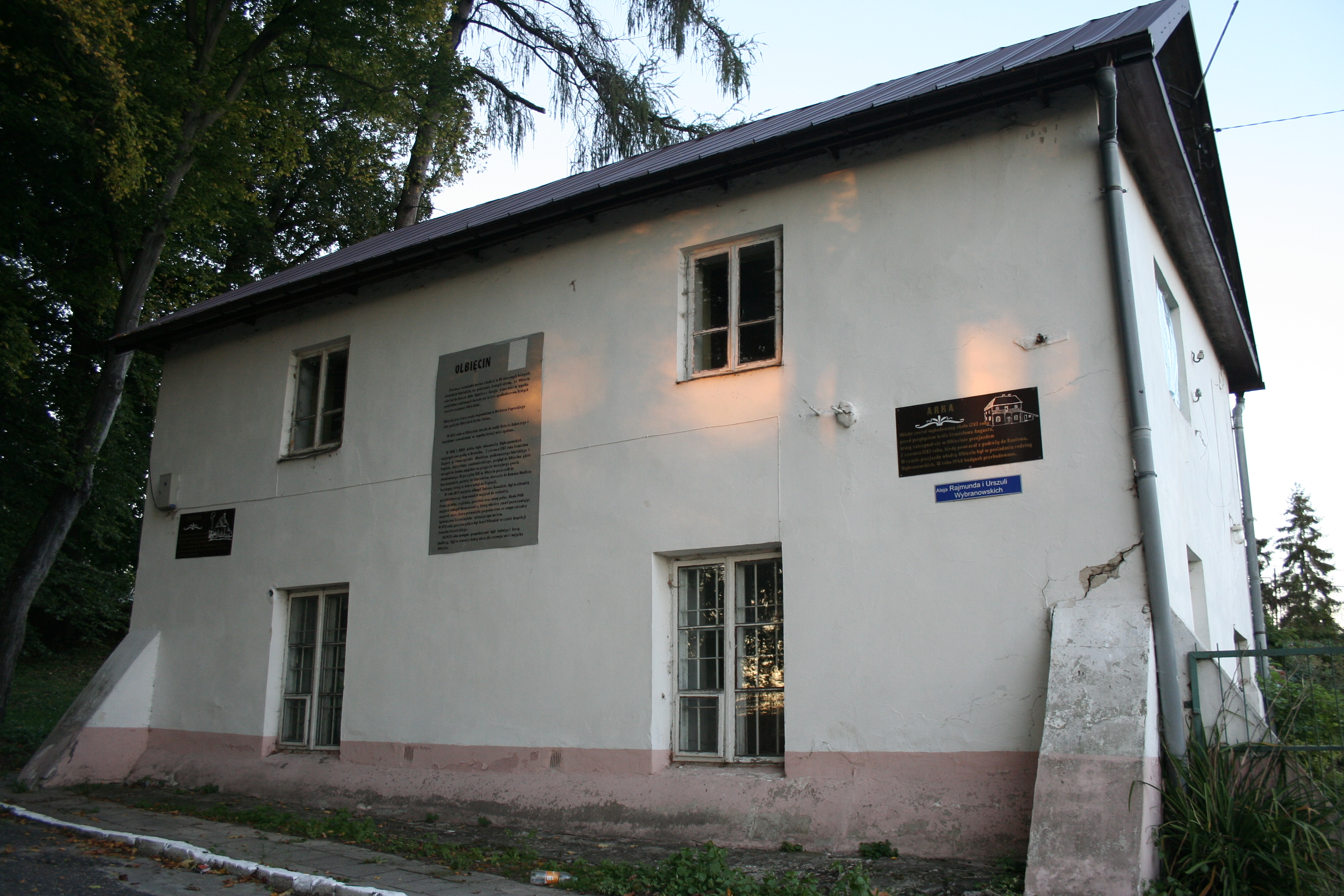
Zabytkowa oficyna, tzw. Arka
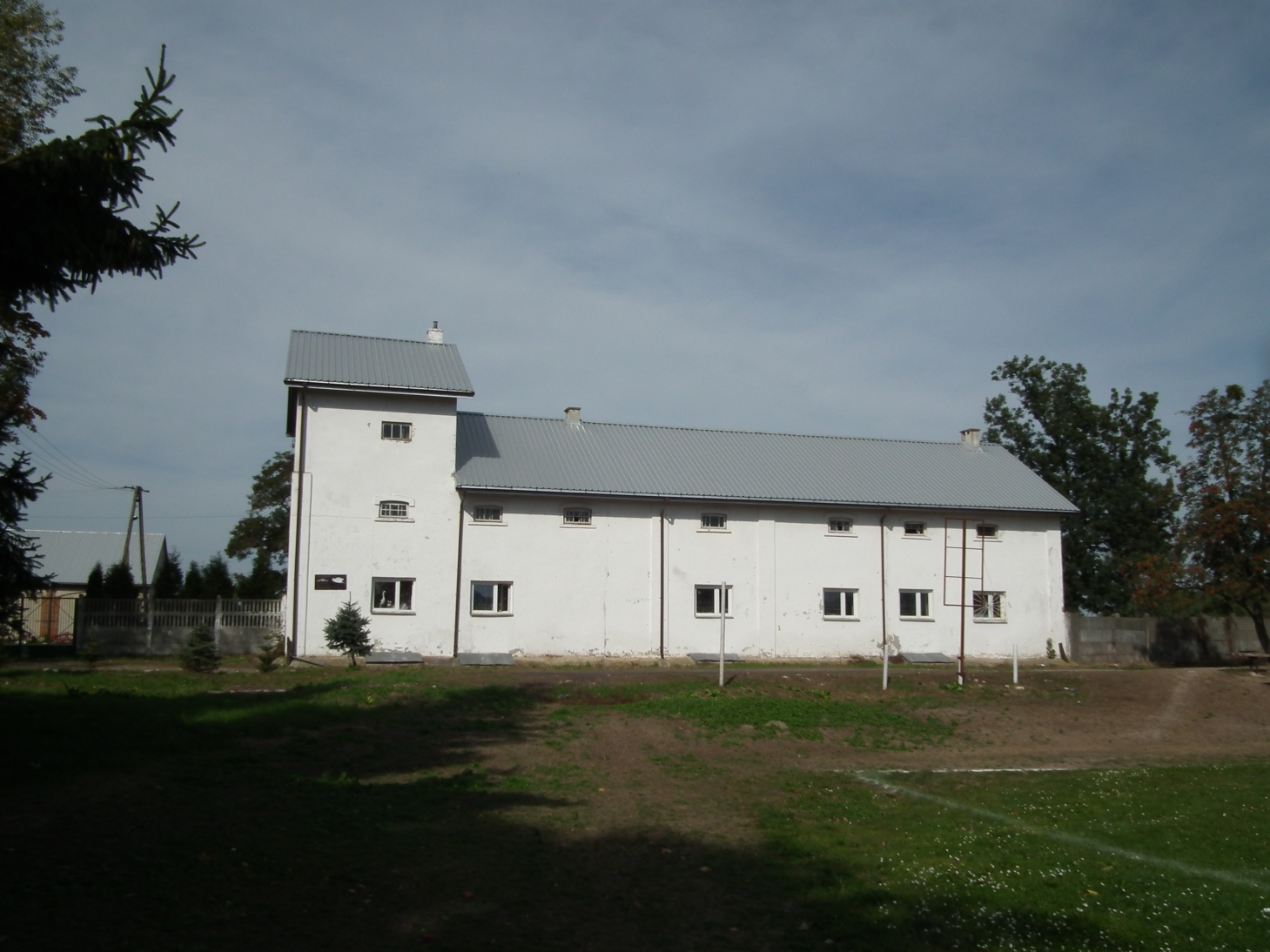
Oranżeria
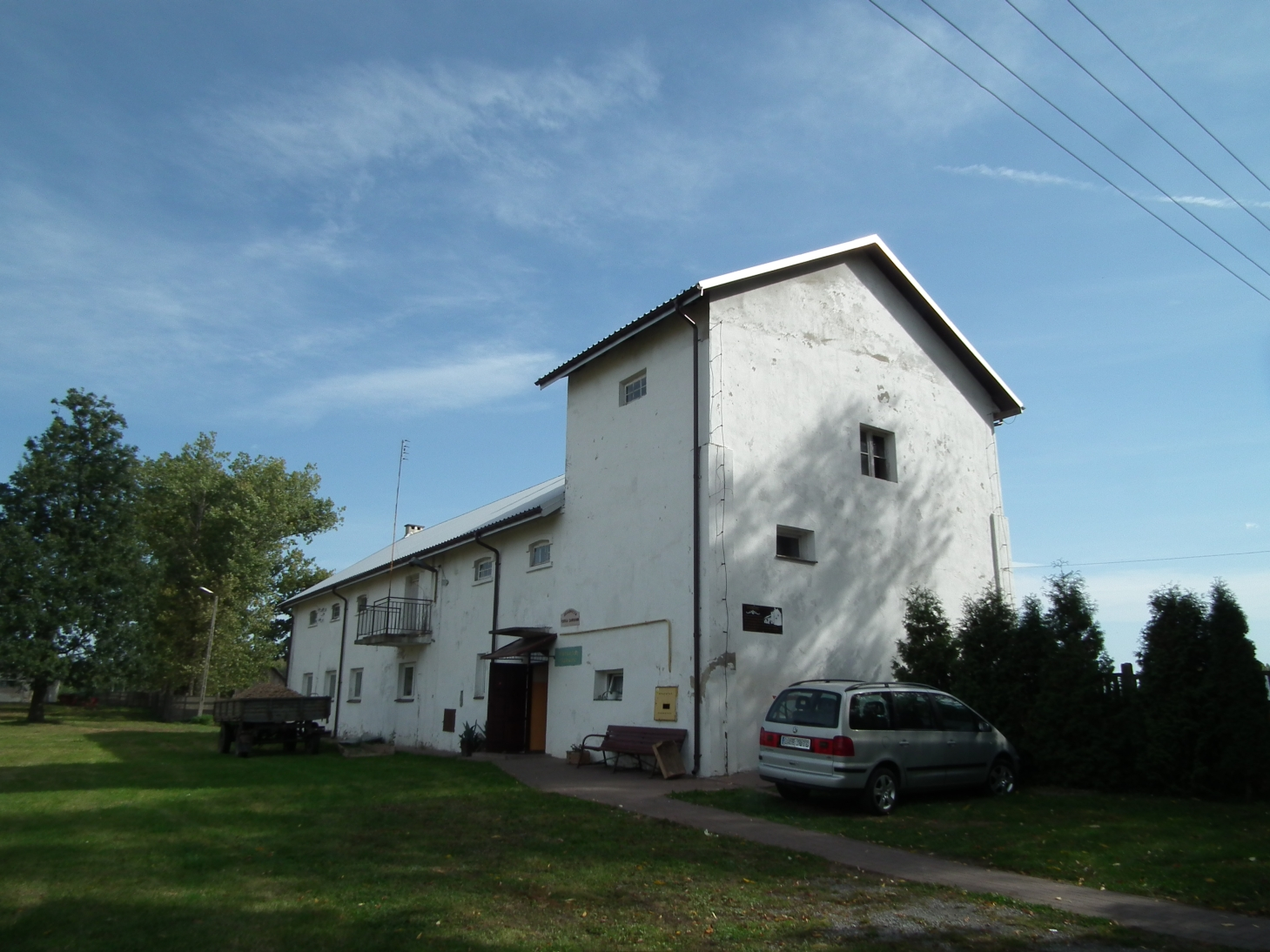
Spichlerz
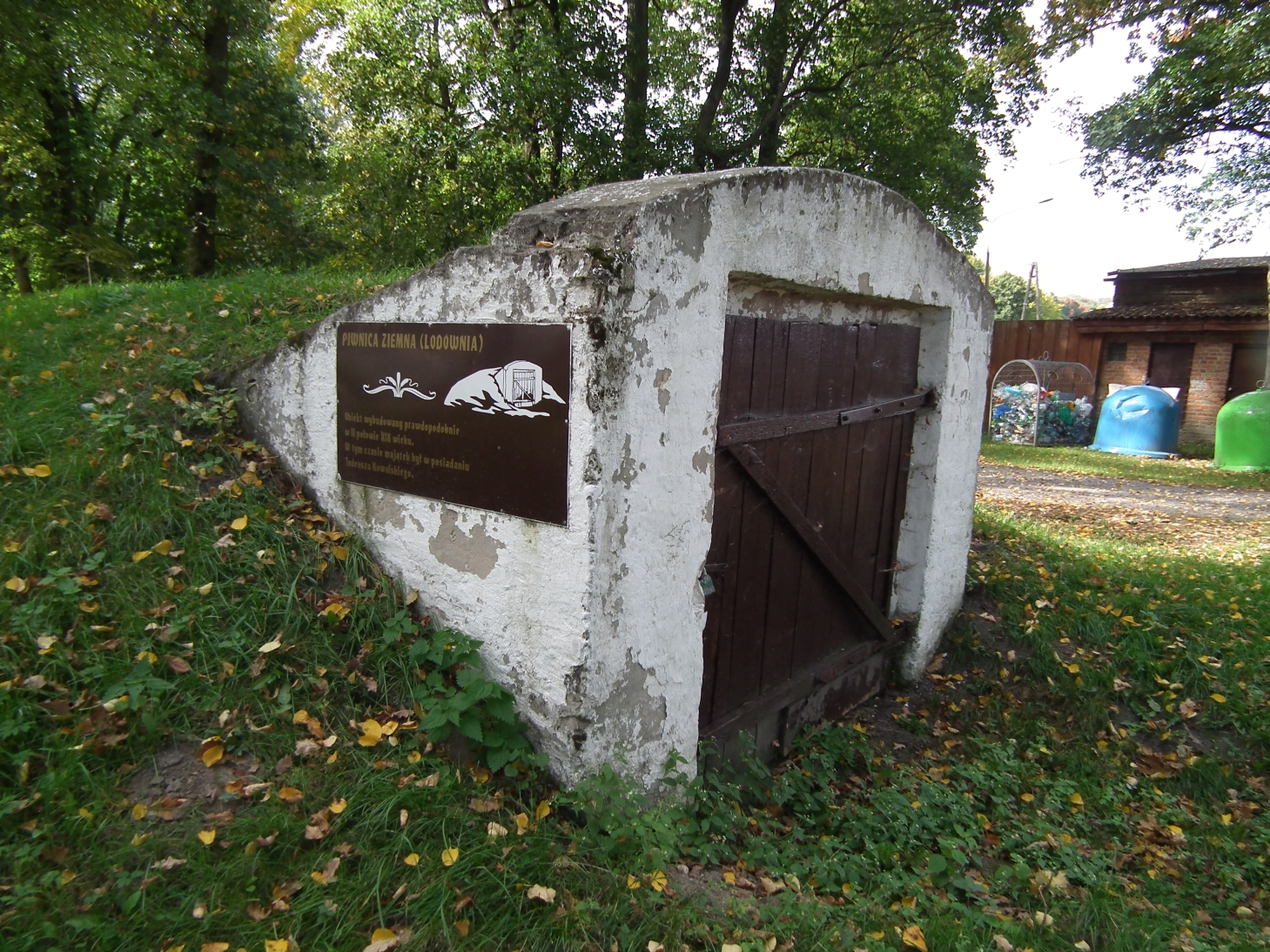
Piwnica ziemna (lodownia)
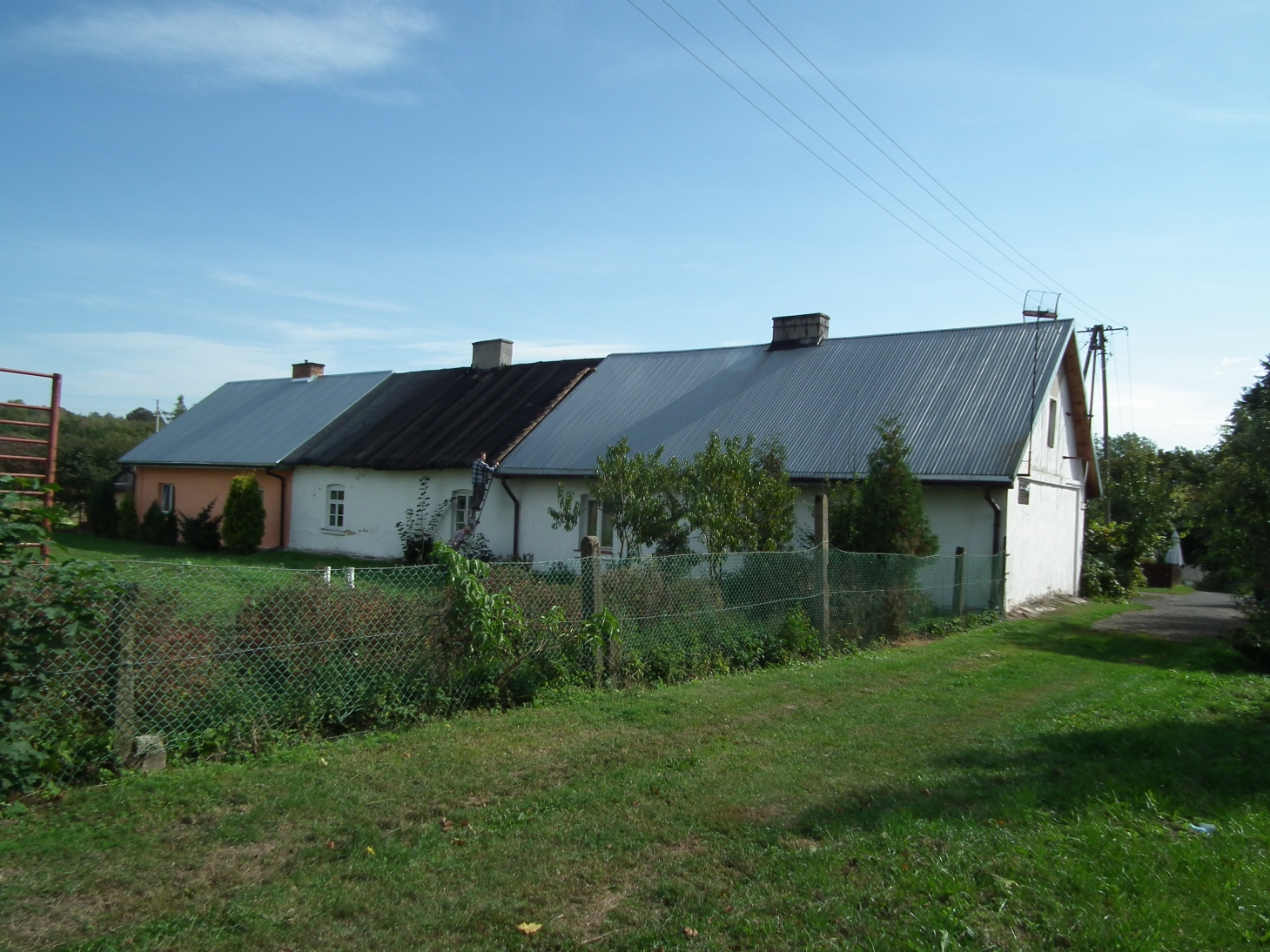
Czworak